# 람다점

비열 용량 대 온도의 플롯이다.

람다점(Lambda point)은 일반 유체 헬륨(헬륨 I)이 초유체 헬륨 II(1기압에서 약 2.17K)로 전환되는 온도이다. He-I와 He-II가 공존할 수 있는 최저 압력은 2.1768 K (−270.9732 °C) 및 5.0418 kPa (0.049759 atm)의 증기-He-I-He-II 삼중점이며, 이는 "포화 증기"이다. 그 온도에서의 압력(밀폐 용기 내 액체 표면 위에 열 평형 상태에 있는 순수 헬륨 가스)이다. He-I과 He-II가 공존할 수 있는 최고 압력은 1.762 K (−271.388 °C), 29.725 atm (3,011.9 kPa)에서 헬륨 고체를 갖는 bcc−He-I−He-II 삼중점이다.
람다점의 이름은 비열 용량을 온도의 함수로 그려낸 그래프에서 유래되었다(예: 1기압에서 위 범위의 주어진 압력에 대해). 이는 그리스 문자 람다 {\displaystyle \lambda }와 유사하다. 비열 용량은 온도가 람다점에 가까워질수록 가파른 피크(peak)를 갖는다. 이 피크의 끝은 매우 날카로워서 열용량의 발산을 특징짓는 임계 지수는 무중력 상태에서만 정확하게 측정될 수 있으며 상당한 양의 유체에 걸쳐 균일한 밀도를 제공한다. 따라서 열용량은 1992년 우주왕복선 탑재체에 포함된 실험에서 전이 아래 2nK 내에서 측정되었다.